# 傅國
傅國（1576年—1644年），字鼎卿，號丹水，晚號雲黄山人，山东青州府临朐县軍籍。明末政治人物。

## 生平
母朱氏梦凤入怀而生国，幼慧，七岁作《霜林赋》，累千百言。弱冠领乡荐，不出，构四友亭，以晋陶潜、唐杜甫、宋苏轼配，己为四，日啸咏其中。万历二十五年（1597年）丁酉科山东乡试第六名举人，四十一年（1613年）癸丑科進士，四十三年授河南通许县知县，廉洁勤政，治理得法，以课最，屡表河南第一，四十七年行取，授户部云南司主事，督太仓北新事。四十八年三月，加户部郎中衔，督饷辽东。天啓元年（1621年），清兵破沈阳，遭诬“逾城遁”，被削职。六月，经略熊廷弼上书：“督饷郎中傅国无罪，请复官任事。”七月，以督理辽阳新饷户部云南司郎中，仍驻广宁，总理新旧辽饷。十二月以病乞休，二年正月获准辞官归乡。卜筑云黄山中，置书万卷，自号云黄山人，并杜门绝迹城市，再荐不起，惟著述自娱。崇祯十七年（1644年），李自成陷京師，傅國聞訊，具公服登楼北望再拜，痛哭几绝。是时土寇张甚，忽有百余骑突至，积薪焚其楼，婢子皆逸去，公整衣冠端坐，与图书具烬焉，时年六十九。

## 著作
著《五经中注》、《四书中注》、《咸平阳秋》、《咸平刑书》若干卷，以生为临朐人，欲存一方文献，仿郡县志作《昌国艅艎》，为表三、志五十二、传十二，共十二卷。
有《雲黄集》。

## 家族
祖傅应兆，平凉府训导，乡人推为清毅先生。父傅汝祚（1546—1602），字子延，自號槛亭，邑庠生，累赠户部郎中、奉政大夫。知县任远题其祠主曰“贞介先生”。母朱太宜人。生傅國、傅园、傅圖、傅囧。叔傅汝砺。
子傅衡、傅昴，弟子傅翼。弟傅闫，好兵家言，省国至广宁，时边事方急，以其策游说军中，抚按以为能，欲奏为别帅，护诸将，国为力辞。又治形家，精其艺，自为《寿藏记》一卷。家居与兄国亲爱，无夕不懽聚，先国卒。